# Каґавере
Ка́ґавере (ест. Kagavere küla) — село в Естонії, у волості Ярва повіту Ярвамаа.

## Населення
Чисельність населення на 31 грудня 2011 року становила 26 осіб.

## Географія
Через населений пункт проходить автошлях 15120 (Роосна-Алліку — Ярва-Яані).

## Історія
З 26 вересня 1991 до 21 жовтня 2017 року село входило до складу волості Ярва-Яані.